# Mikołaj Romanow (1831–1891)
Mikołaj Mikołajewicz Romanow (starszy) (ur. 27 sierpnia?/8 września 1831 w Carskim Siele, obecnie Puszkin, zm. 13 lub 25 kwietnia 1891, w Ałupka na Krymie) – wielki książę, generał adiutant – 1856, generał feldmarszałek – 1878. Trzeci syn cara Mikołaja I i carycy Aleksandry Fiodorowny, urodzonej jako Charlotta – księżniczka pruska. Jego starszymi braćmi byli: car Aleksander II i wielki książę Rosji Konstanty Mikołajewicz.

## Życiorys
Uczył się w I Korpusie Kadetów. W służbie wojskowej od 1851 w konnym pułku lejb-gwardii. Od 1852 dowódca brygady, od 1856 dowódca Dywizji Kawalerii Gwardii. Od 1852 (faktycznie od 1856 do 1891) generalny inspektor jednostek inżynieryjnych. Od 1855 członek Rady Państwa. Od 1859 dowódca Rezerwowego Korpusu Kawalerii Gwardii, a od 1861 dowódca Samodzielnego Korpusu Kawalerii Gwardii. Od 1861 do 1880 dowódca Wojsk Kawalerii Gwardii, dowódca Petersburskiego Okręgu Wojskowego jednocześnie w latach 1864–1891 generalny inspektor kawalerii.
W czasie wojny rosyjsko-tureckiej (1877–1878) naczelny dowódca Armii Dunajskiej. Nie posiadał zdolności dowódczych, tym samym jego wpływ na działania wojenne nie był pozytywny. Od 1880 ciężko chory, tym samym nie odegrał większej roli w państwie.
Od 1852 do śmierci był szefem austro-węgierskiego Pułku Huzarów Nr 2.

## Małżeństwo i potomstwo
Mikołaj Mikołajewicz wbrew swojej woli poślubił swoją kuzynkę Aleksandrę Oldenburg, która po przejściu na prawosławie przyjęła imię Aleksandry Piotrowny (1838-1900). Jej babką ze strony ojca była córka cara Pawła I. Ślub miał miejsce w Petersburgu, 6 lutego 1856. Małżeństwo to nie należało do udanych, ponieważ para znacznie się od siebie różniła. Mikołaj i Aleksandra mieli dwóch synów:
- wielkiego księcia Mikołaja Mikołajewicza (młodszego) (1856–1929), męża Anastazji – księżniczki czarnogórskiej,
- wielkiego księcia Piotra Mikołajewicza (1864–1931), męża Milicy – młodszej siostry Anastazji.

Cztery lata po zawarciu małżeństwa, Mikołaj zaczął romansować z Katarzyną Czisłową, tancerką w teatrze Krasnoje Sieło. Mikołaj nie ukrywał tego związku i miał z niego pięcioro dzieci:
- Olgę Nikołajewną Nikołajewą (1868–1950), żonę księcia Michała Cantacuzene,
- Włodzimierza Nikołajewicza Nikołajewa (1873–1942),
- Katarzynę Nikołajewną Nikołajewą (1874–1940),
- Mikołaja Nikołajewicza Nikołajewa (1875–1902),
- Galinę Nikołajewną Nikołajewą (1877–1878).

## Odznaczenia
- Order Świętego Andrzeja Apostoła Pierwszego Powołania (1831)
- Order Świętego Aleksandra Newskiego (1831)
- Order Świętej Anny I klasy (1831)
- Order Świętego Jerzego I klasy (1877)
- Order Świętego Jerzego II klasy (1877)
- Order Świętego Jerzego IV klasy (1854)
- Order Świętego Włodzimierza I klasy (1863)
- Order Świętego Stanisława I klasy (1865)
- Medal 40 Lat Nienagannej Służby (1887)
- Złoty Medal Za Pracę na Rzecz Wyzwolenia Chłopów
- Srebrny Medal za Obronę Sewastopola w Latach 1854–55
- Medal za Podbój Czeczenii i Dagestanu w Latach 1857–59
- Brązowy Medal Pamiątkowy Wojny Krymskiej w Latach 1853–56
- Jasnobrązowy Medal Pamiątkowy Wojny w Latach 1877–78
- Medal na Pamiątkę Koronacji Aleksandra III (1883)
- Krzyż Za służbę na Kaukazie (1864)
- Order Orła Czarnego (Prusy) (1838)
- Order Orła Czerwonego (Prusy) (1838)
- Krzyż Wielki Orderu św. Stefana (Austria) (1851)
- Order Korony (Wirtembergia) (1846)
- Order Lwa Niderlandzkiego (1849)
- Order Świętego Huberta (Bawaria) (1852)
- Order Ludwika (Hesja-Darmstadt) (1852)
- Order Legii Honorowej I klasy (Francja) (1860)
- Order Sokoła Białego (Saksonia-Weimar) (1852)
- Order Zbawiciela I klasy (Grecja) (1857)
- Order Słonia (Dania) (1867)
- Krzyż Wielki Orderu Daniły I (Czarnogóra) (1868)
- Order Wojskowy Pour le Mérite (Prusy) (1871)
- Łańcuch Orderu Domu Hohenzollernów (Prusy) (1872)
- Order Świętego Grobu Bożego w Jerozolimie (Watykan) (1872)
- Order Annuncjaty (Włochy) (1875)
- Order Gwiazdy Rumunii I klasy i V klasy (Rumunia) (1877)
- Krzyż Wielki Orderu Zasługi Wojskowej (Wirtembergia) (1878)
- Krzyż za 25 Lat Służby (Austria) (1876)
- Krzyż za 25 Lat Służby (Cesarstwo Niemieckie) (1875)
- Medal „Męstwa Wojskowego” I klasy (Rumunia)
- Krzyż Zasługi Wojskowej I i II klasy (Meklemburgia) (1877)
- Medal z Okazji Koronacji Króla Wilhelma I (Prusy)
- Medal za Waleczność „Miloš Obilić” (Serbia, 1877)